# Philomena
Philomena é um filme do gênero drama lançado em 2013, sob direção de Stephen Frears.

## Sinopse
Irlanda, 1952. Philomena Lee (Judi Dench) é uma jovem que tem um filho recém-nascido quando é mandada para um convento. No convento é posta a fazer trabalho duro na lavandaria, sete dias por semana, para "pagar pelo pecado" e é obrigada a dar o filho para adoção, vendido pelo convento a um casal americano sem nunca mais saber nada dele. Cinquenta anos depois de ter dado à luz, Philomena começa uma busca pelo seu filho, junto com a ajuda de Martin Sixsmith (Steve Coogan), um jornalista de temperamento forte. Ao  viajar para os Estados Unidos, eles descobrem informações incríveis sobre a vida do filho de Philomena e criam um intenso laço de afetividade entre os dois.

## Elenco
- Judi Dench - Philomena Lee
- Steve Coogan - Martin Sixsmith
- Barbara Jefford - Irmã Hildegarde
- Sophie Kennedy Clark - Philomena (jovem)
- Kate Fleetwood - Irmã Hildegarde (jovem)
- Mare Winningham - Mary
- Michelle Fairley - Sally Mitchell
- Ruth McCabe - Barbara
- Anna Maxwell Martin - Jane
- Peter Hermann - Pete Olson
- Simone Lahbib - Kate Sixsmith
- Amy McAllister - Irmã Anunciata
- Cathy Belton - Irmã Claire
- Wunmi Mosaku - Nun
- Sean Mahon - Michael Hess